# 圣米迦勒教堂 (汉堡)
汉堡圣米迦勒教堂（德語：Hauptkirche Sankt Michaelis）是德国城市汉堡最著名的一座教堂，该市的主要地标，也是该市的5座主要新教教堂之一。以天使长米迦勒命名。在教堂正门上方，是表现米迦勒战胜魔鬼的大型青铜雕塑。
圣米迦勒教堂132米高覆盖铜的巴洛克尖顶是汉堡天际线的显著标志，也是船只驶进易北河首先看到的标志。
今天的教堂建筑已经是在这个地点的第三座教堂。第一座教堂兴建于1647－1669年，作为新城（1625年在新城墙之内成立）的教堂。1687年，圣米迦勒教堂成为第五座主要教堂，新城也成为一个堂区。1750年3月10日，教堂被闪电击毁。 

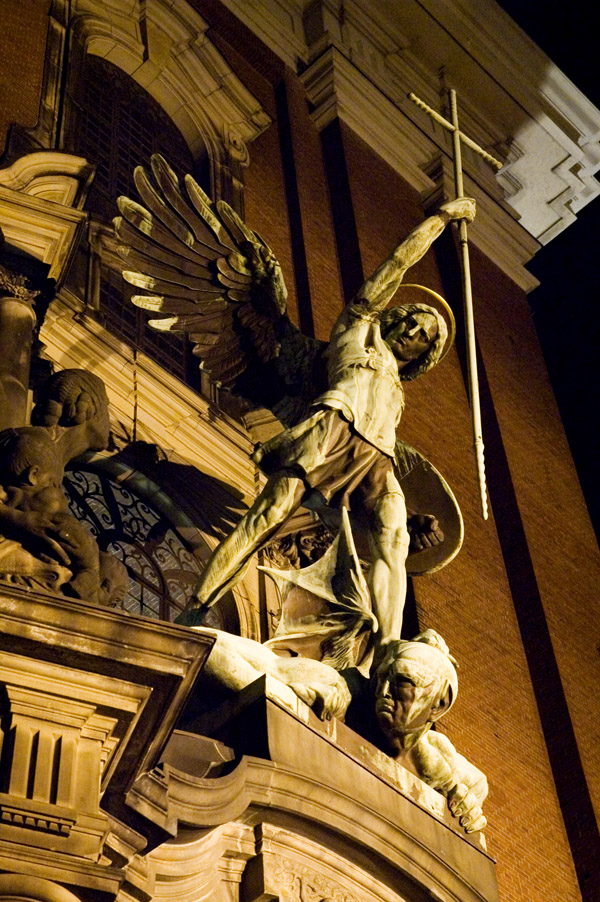
大门上方的雕塑：《圣米迦勒战胜魔鬼》

1786年新建了一座教堂。在20世纪又重建了2次：
- 1906年大火后
- 1944年和1945年的大轰炸后

1983年以后，进行了修复。
圣米迦勒教堂有2,500个座位，是汉堡最大的教堂。其尖顶是观赏城市和港口景色的出色地点。
卡尔·菲利普·埃曼努埃尔·巴赫安葬在此。